# Sarah Page
Sarah Page, manchmal auch Sarah Saunders Page genannt, (* 26. August 1863 im Stadtteil Waimea South von Nelson, Neuseeland; † 20. Januar 1950 in Christchurch, Neuseeland) war eine neuseeländische Lehrerin, Feministin, Prohibitionistin, Sozialistin und Sozialreformerin.

## Frühes Leben
Sarah Saunders wurde am 26. August 1863 als sechste von zehn Kindern der Eheleute Rhoda Flower und Alfred Saunders, seiner Tage Politiker, Schriftsteller, Verfechter der Abstinenz und des Frauenwahlrechts, im Stadtteil Waimea South in Nelson geboren. Sie wuchs damit in einer wohlhabenden Quäker-Familie auf und erbte wohl die geistige Unabhängigkeit und politische Energie ihres Vaters. Über ihre Kindheit und Schulbildung ist nichts bekannt, außer, dass ihr Vater sie im Jahr 1876 im Alter von zwölf Jahren mit nach England nahm, wo sie eine kurz Zeit eine Schule besuchen konnte und ihr Vater sie anschließend mit zu internationalen Ausstellung in Philadelphia nahm sowie mit ihr durch die Vereinigten Staaten bis nach San Francisco reiste. 1877 kam sie nach Neuseeland zurück. Ende 1878 musste die Familie Saunders Aufgrund finanzieller Probleme ihren Besitz in Christchurch verkaufen und in West Melton, rund 20 km westlich vom Stadtzentrum von Christchurch gelegen, neu anfangen.

## Lehrerin
Im Alter von 15 Jahren betätigte sich Sarah als Gouvernante und zu ihrem 21. Geburtstag wurde sie 1884 unter zwölf weiteren Bewerberinnen zur ersten Lehrerin der neu eingerichteten Mädchenklasse der Ashburton High School in Ashburton ausgewählt. Sie erhielt die Verantwortung für 25 Schülerinnen und bekam für ihre Tätigkeit ein Jahresanfangsgehalt von 100 £. Sie unterrichtete an der Schule bis in das Jahr 1894 hinein.

## Heirat
Am 2. März 1896 heiratete Sarah Samuel Page, einen wissenschaftlichen Demonstrator am [[Canterbury College (Christchurch)|Canterbury College]]. Samuel war bekennender Quäker wie Sarah. Sie hatten zwei Söhne und lebten über knapp 50 Jahre in Christchurch, im Stadtteil Papanui.

## Politisches Engagement
Sarah freundete sich mit der Frauenrechtlerin Ada Wells an und dominierten zusammen das Canterbury Women's Institute, das von Ada Wells gegründet wurde. Ursprünglich um das Frauenwahlrecht zu fördern gegründet, entwickelte sich die Organisation zunehmend zu einer sozialistischen Interessengruppe. Sarah war in den Jahren 1902 und 1906 Präsidentin des Canterbury Women's Institute und von 1904 bis 1905, im Jahr 1908, dann von 1915 bis 1916 und schließlich noch einmal im Jahr 1918 Sekretärin der Organisation. Auch war sie Mitglied im National Council of Women of New Zealand und übernahm in den Jahren 1905 und 1906 dort ebenfalls das Amt der Sekretärin. Während dieser Zeit schrieb sie häufig Artikel für den White Ribbon, dem Magazin des Council.
Sarah trat in der Öffentlichkeit entschieden für mehr Bildung und für die Prohibition auf und wandte sich ebenso entschieden gegen jegliche Art des Militarismus. Als im April 1916 Premierminister William Ferguson Massey seine Entscheidung zur Einführung der allgemeinen Wehrpflicht bekannt gab, war Sarah aufgebracht und schrieb im Namen des Canterbury Women's Institute, dass sein Kabinett die „demokratischen Freiheiten der Gesellschaft klauen und versuchen würde, den Geist der neuseeländischen Männer und Jungen zu brechen“. Als dann im selben Jahr die britische Suffragette Adela Pankhurst Neuseeland besuchte, organisierte organisierten Sarah und Ada Wells große öffentliche Versammlungen und ergänzten ihre antimilitaristische Kampagne mit Themen wie die demokratischen Rechte im Land und die Emanzipation von Frauen. Sarah positionierte sich auch zum Thema kommunale Verwaltung, die sie als ein Mittel zur Schaffung einer sozialistischen Gesellschaft verstanden haben wollte. Zu den Kommunalwahlen im Jahr 1917 wollte sie als Kandidatin in Christchurch antreten, zog dann aber vermutlich aus familiären Gründen ihre Kandidatur wieder zurück. Als 1918 ihr Sohn Robin als Kriegsdienstverweigerer verhaftet und inhaftiert wurde, unterstützte sie ihn mit all ihrer Energie.
1919 kandidierte Sarah dann erneut zu den Kommunalwahlen und trat für einen Sitz über den Stadtteil St. Albans an. Ihre Themen zum kommunale Eigentum an Wohnungen und Grundstücken, kommunale Bäder, Kinderkrippen, Küchen, Wäschereien und Spielplätze verfingen bei den Wählern aber nicht und so musste sie noch bis 1922 warten, als sie sich für einen Sitz im Krankenhausausschuss von North Canterbury qualifizieren konnte. Als die New Zealand Labour Party sich im Jahr 1916 gründete und mehr und mehr Zuspruch bekam, wurde Sarah Vision eines reinen Sozialismus zunehmend als zu extrem angesehen und ihr politischer Einfluss in der Öffentlichkeit schwand. 1926 starb ihr Sohn Fred. Sie übernahm die von im gegründete Bewegung „No More War Movement“ und engagierte sich damit weiterhin antimilitaristisch.
Nachdem Sarah Mann sechs Jahre zuvor verstorben war, verstarb sie selbst schließlich am 20. Januar 1950 in Christchurch und wurde neben ihm auf dem Sydenham-Friedhof der Stadt beerdigt.